# Maria Piątkowska
Maria Piątkowska, przedtem Chojnacka, z domu Ilwicka (ur. 24 lutego 1931 w Goleni (Rumunia, obecnie Mołdawia), zm. 19 grudnia 2020 w Warszawie) – polska lekkoatletka, uprawiała sprint i biegi płotkarskie, a także skok w dal, skok wzwyż i wieloboje.

## Kariera sportowa
Trzykrotna uczestniczka igrzysk olimpijskich: Helsinki 1952, Rzym 1960, Tokio 1964.
Trzykrotna uczestniczka mistrzostw Europy: Berno 1954, Sztokholm 1958, Belgrad 1962.
Największe sukcesy:
- złoty medal w sztafecie 4 × 100 m (wraz z Teresą Ciepły, Barbarą Sobottą i Elżbietą Szyroką) w mistrzostwach Europy w Belgradzie, 1962
- brązowy medal w biegu na 80 m przez płotki w mistrzostwach Europy w Belgradzie, 1962
- brązowy medal w sztafecie 4 × 100 m (wraz z Barbarą Janiszewską, Celiną Jesionowską i Marią Bibro) w mistrzostwach Europy w Sztokholmie, 1958
- rekordzistka świata w sztafecie 4 × 100 m (wraz z Ireną Kirszenstein, Haliną Górecką i Ewą Kłobukowską) – 44,2 s (13 września 1964, Łódź)
- 6. miejsce w biegu na 80 m przez płotki na Igrzyskach Olimpijskich w Tokio 1964
- mistrzyni Polski w biegu na 80 m przez płotki w 1959 i 1963
- mistrzyni Polski w skoku w dal w 1951 i 1958
- mistrzyni Polski w pięcioboju 1954
- dwukrotna rekordzistka Polski w biegu na 80 m przez płotki – 10,7 s w 1961 i 10,6 s w 1962
- trzykrotna rekordzistka Polski w pięcioboju.

Rekordy życiowe:
- 11,7 s w biegu na 100 m
- 24,7 s w biegu na 200 m

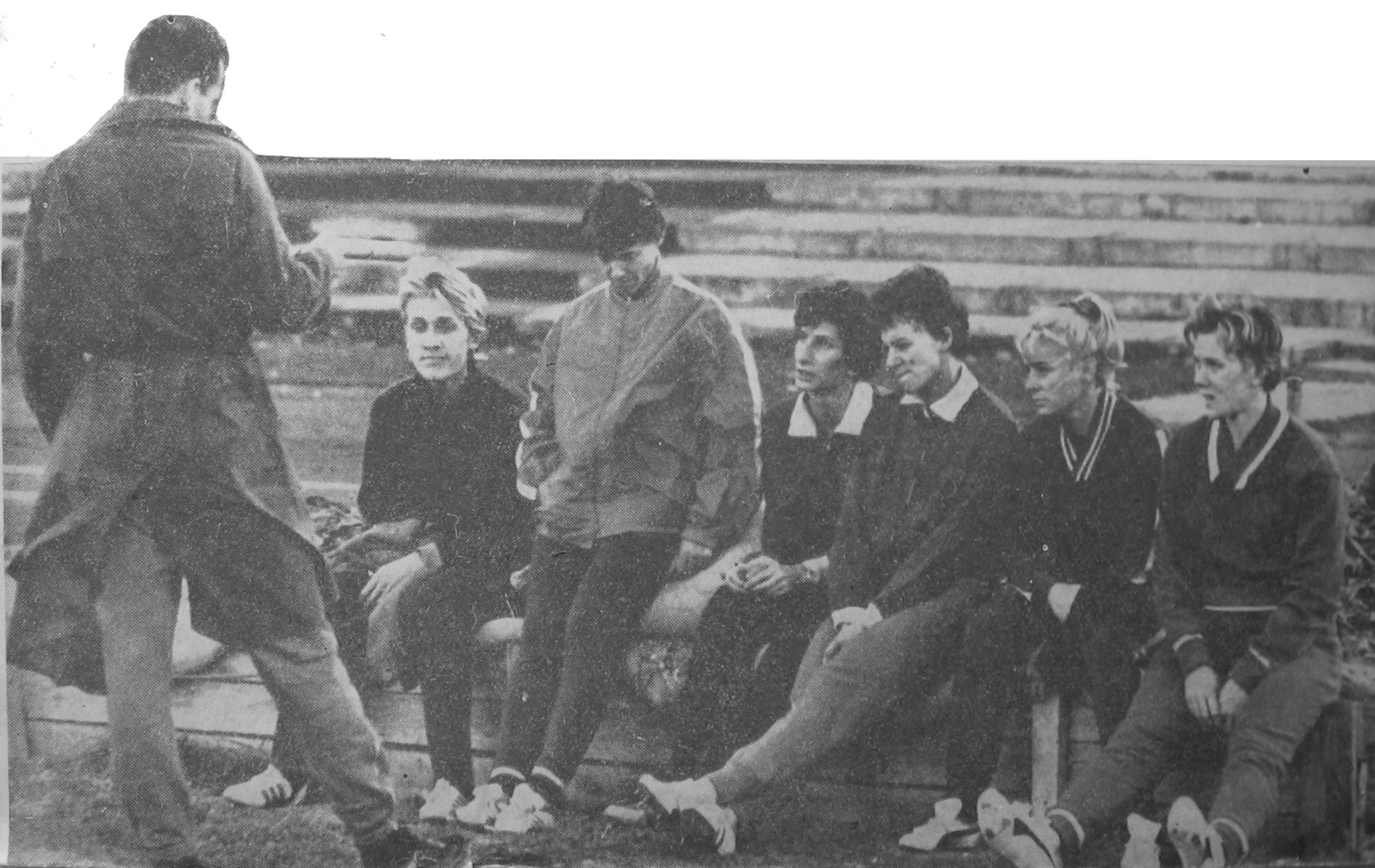
Trener Andrzej Piotrowski (tyłem) z polskimi sprinterkami. Od lewej: Ewa Kłobukowska, Maria Piątkowska, Irena Kirszenstein, Halina Górecka, Barbara Sobotta i Teresa Ciepły

- 10,6 s w biegu na 80 m przez płotki
- 1,53 m w skoku wzwyż
- 6,10 m w skoku w dal
- 4658 pkt w pięcioboju.

W 1963 zajęła 10. lokatę w plebiscycie Przeglądu Sportowego na najlepszego sportowca w Polsce.
Absolwentka Akademii Wychowania Fizycznego w Warszawie. Reprezentowała kluby: MKS Matura Giżycko, Lechia Olsztyn, Związkowiec Olsztyn, AZS Warszawa, Kolejarz Piotrowice i Legia Warszawa. Jej trenerami byli Marian Hoffmann, Gerard Mach i Andrzej Piotrowski.

## Życie prywatne

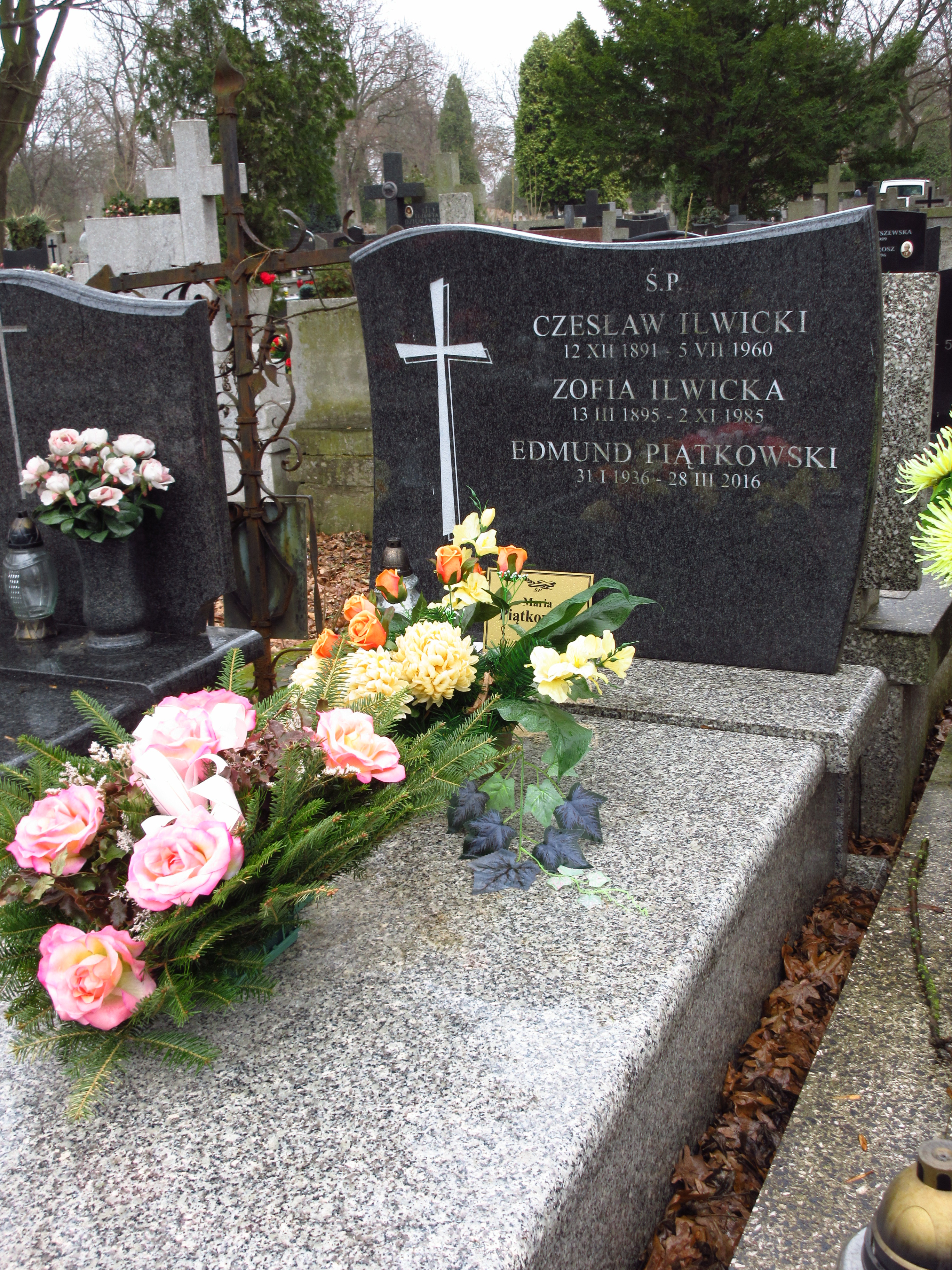
Grób Marii i Eugeniusza Piątkowskich na cmentarzu Bródnowskim

Była żoną dyskoboli: Henryka Chojnackiego, a następnie rekordzisty świata Edmunda Piątkowskiego, z którym miała dwóch synów. W ostatnich latach życia straciła wzrok. Zmarła w wyniku COVID-19. Pochowana na cmentarzu Bródnowskim (kw. 12O, rząd VII, grób 27).

## Odznaczenia
- Krzyż Oficerski Orderu Odrodzenia Polski (1999)[5]
- złoty Medal „Za Wybitne Osiągnięcia Sportowe”[6]
- Tytuł Zasłużonej Mistrzyni Sportu